# Astroviridae
Astroviridae è una famiglia di virus scoperta nel 1975 mediante l'utilizzo della microscopia elettronica in seguito a un'epidemia di diarrea umana. Oltre che negli esseri umani gli astrovirus sono stati isolati anche in numerose altre specie di mammiferi (classificati come Mamastrovirus) e uccelli (classificati come Avastrovirus).
Gli astrovirus sono virus di 28-35 nm di diametro con capside icosaedrico. Insieme ai Picornaviridae e ai Caliciviridae sono compresi tra i virus a RNA a singolo filamento positivo non dotati di envelope.
Gli astrovirus umani si sono dimostrati, in numerosi studi clinici, una delle cause mondiali più importanti di gastroenterite del bambino.